# Brevurus masandaranus
Brevurus masandaranus är en kräftdjursart som beskrevs av Helmut Schmalfuss 1986. Brevurus masandaranus ingår i släktet Brevurus och familjen Porcellionidae. Inga underarter finns listade i Catalogue of Life.